# Лоренцо Коста
Лоренцо Коста Стари (на италиански: Lorenzo Costa, il Vecchio; * 1460 във Ферара; † 5 март 1535 в Мантуа) е италиански художник.
Той учи в родния си град при художниците Козимо Тура и Франческо дел Коса. През 1483 г. на 23 години той е художник в Болоня. Там става ученик и асистент на художника Франческо Франция.